# Departamento Yerba Buena
Yerba Buena es un departamento de la provincia de Tucumán en la República Argentina. Está conformado por el municipio de Yerba Buena y las comunas rurales de Cevil Redondo y San Javier. Limita al norte con el departamento Tafí Viejo, al este con el departamento Capital, y al sur y al oeste con el departamento Lules.
Su cabecera es la ciudad homónima, convertida en municipio el 28 de diciembre de 1978. Cuenta con una población de 63,707 habitantes (Indec, 2001).

## Población
Según el censo 2010, el departamento contaba con 75 076 habitantes.
Para el censo 2022 el departamento registró 102 741 habitantes; lo que representó un aumento en la cantidad de personas del 14,7% menor que el crecimiento poblacional provinciala situado en 16,6%. Estos datos le valieron al departamento tener la cuarta mayor población, el tercer mayor crecimiento y la segunda mayor densidad poblacional de la provincia.

## Sismicidad

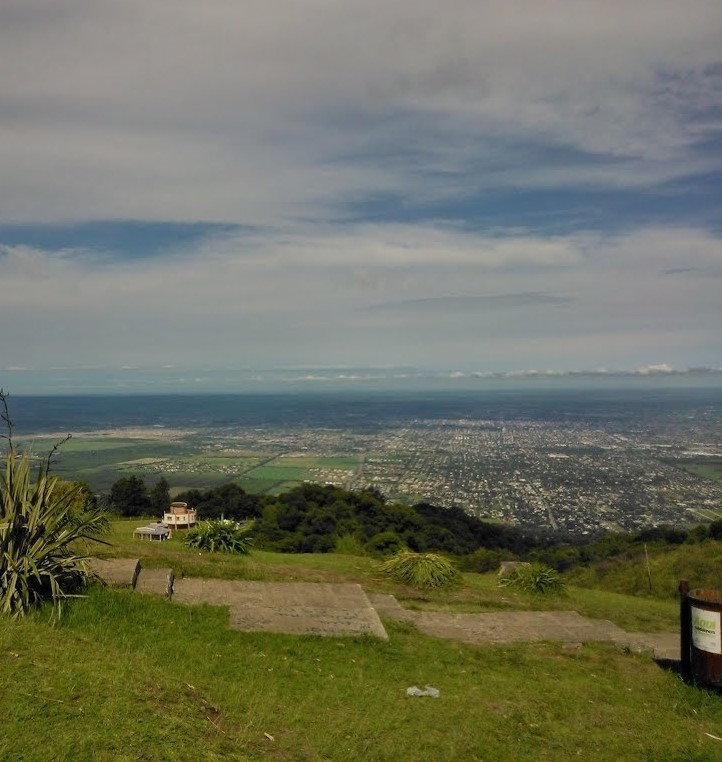
Vista desde el Cerro San Javier.

La sismicidad del área de Tucumán (centro norte de Argentina) es frecuente y de intensidad baja, y un silencio sísmico de terremotos medios a graves cada 30 años.
- Sismo de 1861: aunque dicha actividad geológica catastrófica, ocurre desde épocas prehistóricas, el terremoto del 20 de marzo de 1861 (164 años) con 12 000 muertes,[4] señaló un hito importante dentro de la historia de eventos sísmicos argentinos ya que fue el más fuerte registrado y documentado en el país. A partir del mismo la política de los sucesivos gobiernos del norte y de Cuyo han ido extremando cuidados y restringiendo los códigos de construcción.[3] Y con el terremoto de San Juan de 1944 del 15 de enero de 1944 (81 años) los gobiernos tomaron estado de la enorme gravedad crónica de sismos de la región.
- Sismo de 1931: de 6,3 de intensidad, el cual destruyó parte de sus edificaciones y abrió numerosas grietas en la zona[4][3]